# Biriatu
Biriatu (en francès i oficialment Biriatou) és un municipi d'Iparralde al territori de Lapurdi, que pertany administrativament al departament dels Pirineus Atlàntics (regió de la Nova Aquitània).
La comuna limita al nord amb Hendaia, a l'est amb Urruña, sent frontera amb els municipis d'Irun (Guipúscoa) i de Bera (Navarra). Biriatu ocupa el lloc fronterer de l'autopista francesa A-63.

## Demografia
| Evolució de la població |      |      |      |      |      |      |      |      |
| 1793                    | 1800 | 1806 | 1821 | 1831 | 1836 | 1841 | 1846 | 1851 |
| 218                     | 157  | 212  | 205  | 341  | 449  | 429  | 414  | 451  |

| 1856 | 1861 | 1866 | 1872 | 1876 | 1881 | 1886 | 1891 | 1896 |
| ---- | ---- | ---- | ---- | ---- | ---- | ---- | ---- | ---- |
| 435  | 432  | 466  | 464  | 618  | 547  | 583  | 548  | 523  |

| 1901 | 1906 | 1911 | 1921 | 1926 | 1931 | 1936 | 1946 | 1954 |
| ---- | ---- | ---- | ---- | ---- | ---- | ---- | ---- | ---- |
| 540  | 519  | 555  | 471  | 520  | 545  | 526  | 461  | 486  |

| 1962 | 1968 | 1975 | 1982 | 1990 | 1999 | 2006 | 2011 | 2016 |
| ---- | ---- | ---- | ---- | ---- | ---- | ---- | ---- | ---- |
| 545  | 577  | 530  | 594  | 694  | 831  | -    | -    | -    |

| 2019 | - | - | - | - | - | - | - | - |
| ---- | - | - | - | - | - | - | - | - |
| -    | - | - | - | - | - | - | - | - |